# Karabulak (Inguscezia)
Karabulak (in russo Карабулак?; in inguscio Илдарха-ГӀала?, Ildarxa-Ǧala) è una città della Russia meridionale, situata in Inguscezia, una delle Repubbliche autonome della Federazione Russia. La città sorge sulla rive del Sunža a circa 16 chilometri da Magas e nel 2011 ospitava una popolazione di circa 31.000 abitanti.

## Storia
Non più tardi del XVII secolo nel sito attuale sorgeva l'aul di Ėllarchana-Gala in russo Элдархан-Гала?, verosimilmente fondato da una delle popolazioni Vainakh, gli Orstchojcami , emigrati qui dalla loro zona di origine, l'Orstchoj-Mochk . All'inizio del XIX secolo sulle rovine del villaggio venne eretto un avamposto fortificato, mentre la data ufficiale di fondazione della stanica cosacca è il 1859, dal 1860 la località fece parte dello Sunženskij otdel' della Terskaja oblast', una suddivisione amministrativa dell'Impero russo. Dal 1920 al 1929 appartenente allo Sunženskij okrug cosacco e nel 1962 ottenne lo status di Insediamento di tipo urbano, all'interno della Repubblica autonoma sovietica socialista della Cecenia - Inguscezia in russo Чечено-Ингушская Автономная Советская Социалистическая Республика? e nel 1995 quello di città. Il repentino aumento demografico degli anni novanta che portò al quasi triplicamento dei residenti fu dovuto all'afflusso di rifugiati provenienti dalla vicina Cecenia, in seguito alla Prima guerra cecena.